# جبهة تحرير ماسينا
جبهة تحرير ماسينا (بالفرنسية: Force de libération du Macina)، هي جماعة إسلامية سلفية جهادية تعمل في مالي.

## خلفية
في مارس 2012 أُطيح برئيس مالي أمادو توماني توري في انقلاب بسبب تعامله مع تمرد في شمال مالي. ونتيجة لعدم الاستقرار؛ تم اجتياح أكبر ثلاث مدن شمالية في مالي - كيدال وغاو وتمبكتو - من قبل خليط من الإسلاميين والقوميين الطوارق. بحلول يوليو 2012 أصبحت المنطقة تهيمن عليها الجماعات الجهادية: القاعدة في بلاد المغرب، وأنصار الدين، وحركة التوحيد والجهاد في غرب أفريقيا.
في يناير 2013 استولى الإسلاميون على بلدة كونا في وسط مالي بعد قتال شرس مع القوات المالية، وبعد أيام تتدخلت القوات الفرنسية، وطردت المقاتلين من البلدة، وكان ذلك بداية التدخل العسكري الفرنسي والذي عُرِفَ باسم عملية سرفال. ومع ذلك تمكن بعض المقاتلين من التراجع إلى الجبال والصحاري وإعادة التجمع. وشكَّل قدامى محاربي شعب الفولاني جوهر الصراع، حيث يشكل الفولاني حوالي 9 % من سكان مالي، ولكنهم يهيمنون محليًا في منطقة موبتي، التي كانت مركزًا لإمبراطورية ماسينا الإسلامية بقيادة شعب الفولاني في القرن التاسع عشر.

## التاريخ
برزت جبهة تحرير ماسينا لأول مرة في يناير 2015، عندما أعلنت مسؤوليتها عن الهجمات في وسط وجنوب مالي. وزعيمها هو أمادو كوفا، وهو المرابط الذي عمل كقائد للمسلحين الإسلاميين في معركة كونا عام 2013.
وكانت الجماعة مسؤولة عن الهجمات التي استهدفت قوات حفظ السلام التابعة للأمم المتحدة، والقوات الفرنسية، وقوات الحكومة المالية في مناطق عدة.
وفي مارس 2017 ظهر أمادو كوفة في مقطع فيديو إلى جانب قادة من الفرع الصحراوي للقاعدة في المغرب الإسلامي، وقادةتنظيم المرابطون وأنصار الدين، وأعلنوا عن دمجهم لمنظماتهم، وتشكيل جماعة واحدة تسمى جماعة نصرة الإسلام والمسلمين.
قيل أن كوفة قُتل على يد الجيش الفرنسي في نوفمبر 2018. في فبراير 2019 ذكرت فرانس 24 أنها حصلت على فيديو مدته 19 دقيقة بدا أنه ما زال على قيد الحياة.
في 10 يناير 2020 وقعت اشتباكات مسلحة بين أعضاء موالين لأمادو كوفا وبعض المنشقين بالقرب من بلدية دوجو داخل جبهة تحرير ماسينا. وفي مقطع فيديو نُشر في نهاية يناير 2020 أعلنت مجموعة من المقاتلين بقيادة مامادو موبو بمبايعة تنظيم الدولة الإسلامية وبيعة أبي إبراهيم الهاشمي القرشي كخليفة للمسلمين وأميرًا للمؤمنين.